# Veer van Schellebelle

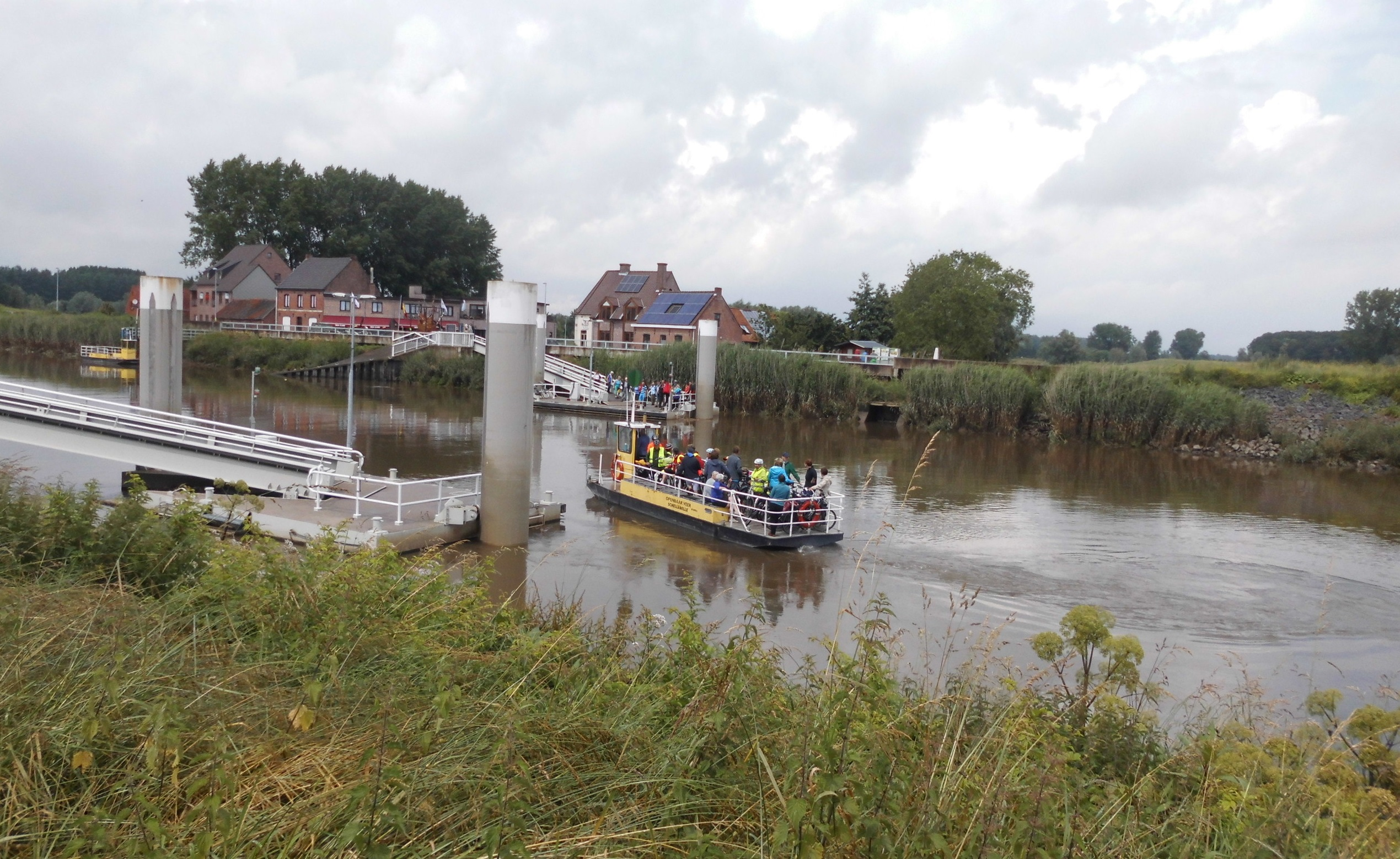
Veer van Schellebelle, gezien vanaf de Schellebelse oever

Het veer van Schellebelle is een gratis openbare veerdienst voor voetgangers en fietsers over de Schelde tussen het dorp van Schellebelle aan de ene kant en het natuurgebied Kalkense Meersen met het gehucht Aard aan de andere kant. Schellebelle is een deelgemeente van de Oost-Vlaamse gemeente Wichelen.
Het is een van de oudste overzetten op de Benedenschelde of Zeeschelde. Het veer zou aan het begin van de 13e eeuw ontstaan zijn nadat de Scheldeloop gewijzigd was waardoor de landelijke wijk Aard van Schellebelle werd afgesneden. In 1798 werd het veer eigendom van de staat. Tot de jaren 1950 werd er gebruikgemaakt van een houten pont. Het bleef nog tot in de jaren 60 een kettingpont. De oude veerdam verdween in 1982, bij het ophogen van de dijken. In 2011 werd de waterkering opgehoogd en werden er vlottende steigers aangelegd.
In tegenstelling tot de meeste andere veerboten op Vlaamse waterlopen vaart het veer van Schellebelle niet over op vaste tijdstippen, maar telkens er passagiers zijn. Op beide oevers hangt een bel waarmee men het veer kan roepen.
Van 1992 tot 2024 baatte Geert De Both het veer uit in onderaanneming van Waterwegen en Zeekanaal en nadien De Vlaamse Waterweg. De firma Jan Plezier nam de veerdienst in 2024 tijdelijk over, in afwachting van een nieuwe exploitant.